# Albert-Félix-Théophile Thomas
Albert-Félix-Théophile Thomas (Marsella, 1847 - París, 1907) va ser un arquitecte francès.
Alumne d'Alexis Paccard i de Léon Vaudoyer a l'École Nationale Supérieure des Beaux-Arts a París, va obtenir el Prix de Roma el 1870 pel seu projecte titulat Une école de médecine i una beca per prosseguir la seva formació a l'Acadèmia de França a Roma, entre el 15 de febrer de 1871 i el 31 de desembre de 1874. Va viatjar per Grècia i l'Àsia Menor, enviant el 1875 un treball sobre el temple d'Apol·lo a Milet i un altre sobre el del temple d'Atena a Priene que li va reportar una medalla a l'Exposició universal de París de 1878. De 1896 a 1900, va participar en el disseny i construcció del Grand Palais de París, juntament amb Henri Deglane, Albert Louvet i Charles-Louis Girault, assumint la direcció de l'obra de construcció de l'ala oest, el «Palau d'Antin», que el 1937 es batejaria com Palais de la découverte (Palau del Descobriment), i els alçats corresponents sobre l'avinguda d'Antin, —la futura avinguda Víctor Manuel III, batejada més tard com avinguda Franklin Delano Roosevelt. Interessat també per la mecànica, va inventar el 1877 un rellotge de cucut suís que no va assolir èxit.